# Кугоейское сельское поселение
Кугоейское сельское поселение — муниципальное образование в составе Крыловского района Краснодарского края России.
В рамках административно-территориального устройства Краснодарского края ему соответствует Кугоейский сельский округ.
Административный центр — станица Кугоейская.

## Население
| 2010  | 2012  | 2013  | 2014  | 2015  | 2016  | 2017  |
| ----- | ----- | ----- | ----- | ----- | ----- | ----- |
| 2330  | ↘2292 | ↘2256 | ↗2275 | ↗2294 | ↗2307 | ↘2281 |
| 2018  | 2019  | 2020  | 2021  | 2023  |       |       |
| ↘2242 | ↘2195 | ↘2171 | ↘1867 | ↘1859 |       |       |

## Населённые пункты
В состав сельского поселения (сельского округа) входят 8 населённых пунктов:
| № | Населённый пункт | Тип населённого пункта | Население (чел.) |
| - | ---------------- | ---------------------- | ---------------- |
| 1 | Ириновка         | село                   | ↘199             |
| 2 | Калинин          | хутор                  | ↘125             |
| 3 | Красногоровка    | село                   | ↘88              |
| 4 | Кугоейская       | станица                | ↗1635            |
| 5 | Подкугоейский    | хутор                  | ↗3               |
| 6 | Роккель          | хутор                  | ↘9               |
| 7 | Сиротино         | хутор                  | ↘176             |
| 8 | Тимашёвка        | хутор                  | ↘95              |

## Экономика
В районе находятся: различных предприятий, учреждений и организаций — 8; торговых точек — 11; крестьянско-фермерских хозяйств — 16.